# Ворренвілл (Південна Кароліна)
Ворренвілл (англ. Warrenville) — переписна місцевість (CDP) в США, в окрузі Ейкен штату Південна Кароліна. Населення — 1134 особи (2020).

## Географія
Ворренвілл розташований за координатами 33°32′49″ пн. ш. 81°48′6″ зх. д. / 33.54694° пн. ш. 81.80167° зх. д. (33.547031, -81.801737).  За даними Бюро перепису населення США в 2010 році переписна місцевість мала площу 2,83 км², з яких 2,81 км² — суходіл та 0,02 км² — водойми.

## Демографія
Згідно з переписом 2010 року, у переписній місцевості мешкали 1233 особи в 548 домогосподарствах у складі 317 родин. Густота населення становила 435 осіб/км².  Було 634 помешкання (224/км²).
Расовий склад населення:
| - 85,8 % — білих - 5,4 % — чорних або афроамериканців - 0,9 % — корінних американців - 0,2 % — азіатів - 4,1 % — осіб інших рас |

До двох чи більше рас належало 3,6 %. Частка іспаномовних становила 6,8 % від усіх жителів.
За віковим діапазоном населення розподілялося таким чином: 21,9 % — особи молодші 18 років, 59,4 % — особи у віці 18—64 років, 18,7 % — особи у віці 65 років та старші. Медіана віку мешканця становила 41,2 року. На 100 осіб жіночої статі у переписній місцевості припадало 88,8 чоловіків;  на 100 жінок у віці від 18 років та старших — 83,8 чоловіків також старших 18 років.
Середній дохід на одне домашнє господарство  становив 44 145 доларів США (медіана — 38 125), а середній дохід на одну сім'ю — 55 235 доларів (медіана — 57 639). За межею бідності перебувало 14,8 % осіб, у тому числі 5,4 % дітей у віці до 18 років та 6,4 % осіб у віці 65 років та старших.
Цивільне працевлаштоване населення становило 412 осіб. Основні галузі зайнятості: освіта, охорона здоров'я та соціальна допомога — 21,4 %, роздрібна торгівля — 19,7 %, виробництво — 17,5 %, науковці, спеціалісти, менеджери — 16,3 %.